# Liste du patrimoine culturel immatériel de l'humanité en Guinée
Cet article recense les pratiques inscrites au patrimoine culturel immatériel en Guinée.

## Statistiques
La Guinée ratifie la convention pour la sauvegarde du patrimoine culturel immatériel le 20 février 2008. La première pratique protégée est inscrite en 2008.
En 2016, la Guinée compte 1 élément inscrit au patrimoine culturel immatériel, sur la liste représentative.

## Listes

### Liste représentative
L'élément suivant est inscrit sur la liste représentative du patrimoine culturel immatériel de l'humanité.
| Élément                         | Type                                              | Subdivision | Année | Lien  | Notes | Illus. |
| ------------------------------- | ------------------------------------------------- | ----------- | ----- | ----- | ----- | ------ |
| L’espace culturel du Sosso-Bala | pratiques sociales, rituels et événements festifs |             | 2008  | 00009 |       |        |

### Patrimoine immatériel nécessitant une sauvegarde urgente
La Guinée ne compte aucun élément sur la liste du patrimoine immatériel nécessitant une sauvegarde urgente.

### Registre des meilleures pratiques de sauvegarde
La Guinée ne compte aucune pratique listée au registre des meilleures pratiques de sauvegarde.